# 90709 Wettin
90709 Wettin este un asteroid din centura principală de asteroizi.

## Descriere
90709 Wettin este un asteroid din centura principală de asteroizi. A fost descoperit pe 12 octombrie 1990 la Tautenburg de Freimut Börngen și Lutz Dieter Schmadel. Asteroidul prezintă o orbită caracterizată de o semiaxă mare de 2,80 ua, o excentricitate de 0,20 și o înclinație de 7,8° în raport cu ecliptica.